# چوپی فتاح
چوپی شاکر فتاح (‎/tʃoʊpi/‎؛ متولد ۱۰ ژوئن ۱۹۸۳) خواننده، ترانه‌سرا و طراح لباس کرد است. وی متولد کرکوک عراق می‌باشد و با آثاری همچون Geriyan و Hoy dil شناخته میشود.

## حرفه
خانواده وی در سال ۱۹۸۸ به هلند مهاجرت کردند. چوپی اولین آلبوم خود را با عنوان Çît Naw Binêm در سال ۲۰۰۳ در بیست سالگی منتشر کرد. وی پس از مهاجرت به هلند، در سال ۱۹۹۰ به مدرسه گروه کر در هلند پیوست و همچنین در سال ۱۹۹۶ در یک مدرسه موسیقی تحصیل کرد و در آنجا تحت نظارت معلمان خود به خوانندگی پرداخت. در سال ۱۹۹۹، وی در آکادمی موسیقی کردی در آلمان شرکت کرد و زیر نظر معلم موسیقی کردی ویرا احمد تحصیل کرد. چوپی برای اولین بار در سال ۲۰۰۰ در لاهه، هلند روی صحنه رفت. چوپی در مجموع ۵ آلبوم موسیقی کردی و ۳ تک آهنگ انگلیسی "Draw the Line" , "My Homeland" و "Think of Me" را منتشر کرده‌است.
در سال ۲۰۰۸ چپی سفیر فرهنگی شرکت مخابرات آسیاسل شد. این یکی از مهمترین شرکت‌های مخابراتی عراق است که بیش از ۹ میلیون مشترک در سراسر عراق را پشتیبانی می‌کند. نتیجه این کار این بود که هزاران بیلبورد چوپی (Asia Cell) در اطراف عراق قرار گرفت.
چوپی در سالنهای کشورهایی همچون آلمان، سوئد، انگلستان، هلند، نروژ، اتریش، یونان، ایالات متحده، کانادا، استرالیا، اوکراین و امارات متحده عربی آواز خوانده. در مناطق کردنشین ترکیه، ایران، عراق، سوریه، ارمنستان و آذربایجان، وی یکی از مشهورترین خواننده‌ها است (به گفته روزنامه ترکی Habertürk). هزاران سی دی وی در سراسر جهان فروخته شده‌است. به گفته روزنامه هلندی NRC Next واقعیت منحصر به فرد چوپی این است که او را در مناطق مختلف کردستان می‌شناسند زیرا او به کردی سورانی (بومی) و کردی کرمانجی آواز می‌خواند.
به گفته روزنامه هلندی Algemeen Dagblad، چوپی یکی از اولین خوانندگانی بود که پس از سقوط دیکتاتوری صدام در شهر کرکوک عراق به اجرای برنامه پرداخت. چوپی اظهار داشت که این کار را به دلیل علاقه اش به زادگاهش و طرفداران زیادش انجام داده‌است. بسیاری از کنسرت‌ها و رویدادهای موسیقی چوپی فتاح با حضور سیاستمداران مهم عراقی و کرد مانند رئیس‌جمهور عراق، جلال طالبانی و رئیس منطقه کردستان، مسعود بارزانی برگزار شده‌است.

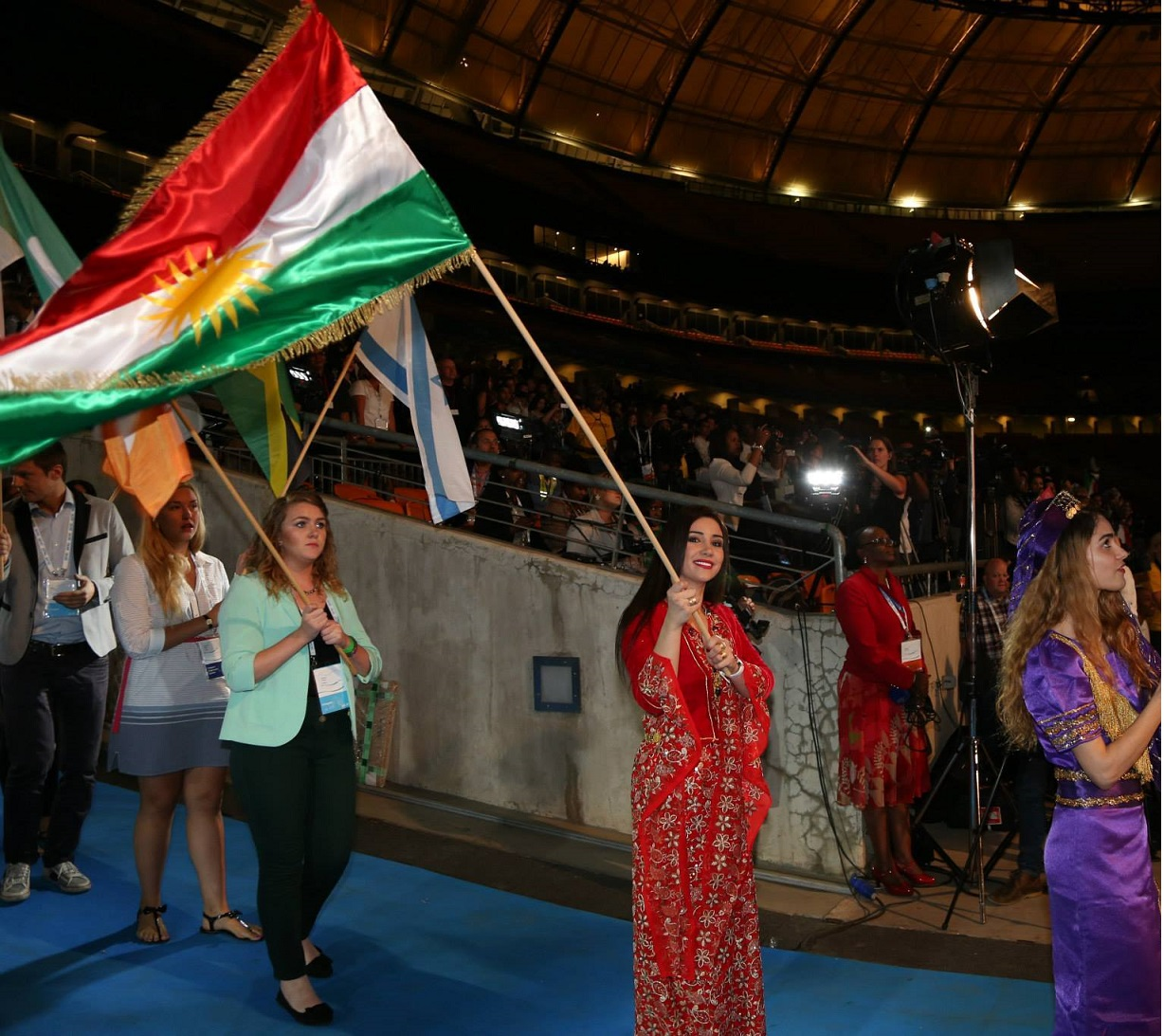
Chopy Fatah در جریان اجلاس 'یک جهان جوان' در آفریقای جنوبی

چوپی در سال ۲۰۰۹ از حزب جامعه دموکراتیک DTP (حزب فعلی BDP صلح و دموکراسی) با ارسال نامه ای رسمی به رهبر خود احمد ترک حمایت کرد و در آن توضیح داد که تمام تلاش خود را برای حمایت از حل مسالمت آمیز مسئله کُرد در ترکیه انجام خواهد داد. «من به عنوان یک هنرمند کرد می‌خواهم حمایت خود را از حل مسئله کرد در شمال کردستان (جنوب شرقی ترکیه) نشان دهم.» چوپی گفت که برای حمایت از صلح مایل است در دیاربکر (آمید)، Cizir، بتمن و سایر شهرها کنسرت رایگان برگزار کند. چوپی یکی از خوانندگان کُردی بود که برای جمع‌آوری پول برای قربانیان کرد زلزله وان که در اکتبر ۲۰۱۱ (زلزله وان ۲۰۱۱) در جنوب شرقی ترکیه رخ داد، در کردستان عراق کنسرت برگزار کرد. وی در ۲۱ مارس ۲۰۱۳ برای حمایت از صلح و آزادی کردها در ترکیه، نمایشی را در شهر کردی ترکیه در دیاربکر (آمدن) در حضور ۲ میلیون نفر برگزار کرد.
در اکتبر ۲۰۱۳، چوپی به عنوان پرچم دار کُرد در اجلاس جهانی یک جوان در ژوهانسبورگ، آفریقای جنوبی انتخاب شد. برای اولین بار پرچم کردستان در کنار پرچم‌های ۱۹۰ کشور دیگر شرکت کننده در این اجلاس به اهتزاز درآمد.

## تبلیغات
موسیقی و تبلیغات فیلم‌های چوپی در کانال‌های مختلف تلویزیونی در خاورمیانه همچون لبست زیر پخش می‌شود:
- قطر - عربی</img>: الجزیره
- عراق - عربی</img>: العربیه، الشرقیه، تلویزیون البغدادیه، العراقیه و السمریه
- عراق - کردی</img></img>: کردستان تی وی، کرد ست، شبکه خبر کرد (KNN)، زاگرس تی وی، گالی کردستان، کانال ۴، تلویزیون کورک، تلویزیون VIN، کردمکس، NRT2، تلویزیون رووداو
- امارات متحده عربی - عربی</img>: مرکز پخش خاورمیانه (MBC)
- امارات متحده عربی - فارسی</img>: کانال موسیقی ایرانی (PMC)
- ایران - کردی</img></img>: TISHK TV , Rojhelat TV , KBC , Newroz TV , KLIK SAT , KOMALA TV
- ترکیه - کردی</img></img>: Roj TV , Sterk TV , MMC TV، TRT 6، کانال Kurd1، Dünya TV،
- لبنان و مصر - عربی</img></img>: موسیقی ملودی
- سوریه - کردی</img></img>: Ronahî TV

## دیسکوگرافی

### ۲۰۰۳ - چیت بو ناو بینم
- 02 Siya Cemane
- ۰۳ لگل Xem
- ۰۴ یارا مین
- ۰۵ لو محزونان
- 06 Xosewistekem
- ۰۷ هوانا مین
- ۰۸ زمی دوری
- ۰۹ سیدیایی

### ۲۰۰۷ - ناویت دنم جینو
- ۰۱ گیوه ناگیریم
- ۰۲ صربستی
- ۰۳ هدی هدی
- 04 Bimbexse
- ۰۵ خاک
- ۰۶ ایسقا مزین
- ۰۷ دی بیرو
- ۰۸ زیستانی روح
- ۰۹ روز وله نابه، سامه
- ۱۰ ایر بازو، نکی
- ۱۱ سوز باش
- ۱۲ گرافتار
- ۱۳ کرکوک

### ۲۰۱۰ - کریستال
- ۰۱ هویلمد
- ۰۲ کریستال
- ۰۳ تو ناگم باش
- ۰۴ رد کردن
- ۰۵ عشق دیوار نینین
- ۰۶ میشاروی
- ۰۷ میر پیوان
- ۰۸ هو او کسی[۴]

### ۲۰۱۱ - شارا
- ۰۱ لوپاش مرگیم
- ۰۲ نمام
- ۰۳ لانیک جینان
- ۰۴ بقوربان
- ۰۵ سفر
- ۰۶ نمیردیم حداقل
- ۰۷ احمدی مالا موصا
- ۰۸ اوین
- ۰۹ لو Derîyawe
- ۱۰ لوی نمایی
- 11 Lawkê Metînê
- 12 Bûlbûl Exwênê

### ۲۰۱۲ - باران
- ۰۱ اویر دیو
- ۰۲ باران
- ۰۳ ونگیر
- 04 Diltengiyekanim
- ۰۵ تیرسی مرکاوی
- ۰۶ روژگار
- ۰۷ یار
- ۰۸ خودنری تنیا
- ۰۹ دیرو
- 10 Baran (نسخه Unplugged)

### ۲۰۱۷ - بنار
- ۰۱ به سیارکی
- 02 Lem Ziz Mebe (Zana Remix)
- ۰۳ یادی تو باش
- ۰۴ کلاه U Cu
- 05 Heqi Xote
- ۰۶ بات نوسیوم
- ۰۷ کپی
- ۰۸ بارانا
- ۰۹ دم Ewareye
- ۱۰ لوله بیت
- ۱۱ لم زیز مبه
- ۱۲ دایا جیان (دیلین هوکس Collab)
- 13 Copi (ریماس میران ریمیکس)

### مجردها
- ۰۱ به من فکر کن
- ۰۲ خط را بکش
- ۰۳ میهن من